# Biton cursorius
Biton cursorius är en spindeldjursart som beskrevs av Roewer 1933. Biton cursorius ingår i släktet Biton och familjen Daesiidae. Inga underarter finns listade.